# Академическая гребля на летних Олимпийских играх 2020 — двойки парные (женщины)
Соревнования по академической гребле среди двоек парных у женщин на летних Олимпийских играх 2020 года прошли с 23 по 28 июля 2021 года на гребном канале Си Форест на юге Токио в районе Кото. В соревнованиях приняли участие 26 спортсменок из 13 стран. Действующими олимпийскими чемпионами в данной дисциплине являлись польские гребчихи Магдалена Фуларчик и Наталия Мадай, которые не выступали в Токио, завершив после Игр 2016 года международную спортивную карьеру.
Олимпийское золото 2020 года выиграли действующие чемпионки Европы из Румынии Николета-Анкуца Боднар и Симона Радиш. Предыдущий раз румынские гребчихи выигрывали эту дисциплину в 1984 году, когда золото завоевали Марьоара Попеску и Элисабета Липэ. Серебряные награды выиграли представительницы Новой Зеландии Брук Донохью и Ханна Осборн, а обладателями бронзовых медалей стали гребчихи из Нидерландов Рос де Йонг и Лиза Схенард.

## Призёры
| Золото                                          | Серебро                                      | Бронза                                  |
| Румыния · Николета-Анкуца Боднар · Симона Радиш | Новая Зеландия · Брук Донохью · Ханна Осборн | Нидерланды · Рос де Йонг · Лиза Схенард |

## Рекорды
До начала летних Олимпийских игр 2020 мировой и олимпийский рекорды были следующими:
| Мировой рекорд     | Салли Кехоу, Олимпия Алдерси (AUS)   | 6:37,31 | Амстердам | 29 августа 2014 |
| Олимпийский рекорд | Анна Уоткинс, Кэтрин Грейнджер (GBR) | 6:44,33 | Лондон    | 30 июля 2012    |

По итогам соревнований был обновлён олимпийский рекорд. В финале Николета-Анкуца Боднар и Симона Радиш завершили дистанцию за 6:41,03.

## Расписание
Время местное (UTC+9)
| Дата    | Время | Раунд                  |
| ------- | ----- | ---------------------- |
| 23 июля | 11:00 | Предварительные заезды |
| 24 июля | 09:00 | Отборочный заезд       |
| 25 июля | 12:20 | Полуфиналы             |
| 28 июля | 08:10 | Финал B                |
| 28 июля | 09:18 | Финал A                |

Источник: 

## Квалификация
Квалификация на Олимпийские игры осуществлялась по результатам международных соревнований. Основным этапом отбора стал чемпионат мира 2019 года, по итогам которого стали известны обладатели сразу одиннадцати лицензий. Оставшиеся две квоты были распределены по результатам финальной квалификационной регаты в Люцерне.

## Результаты

### Предварительный этап
Первые три сборные из каждого заезда напрямую проходили в четвертьфинал соревнований. Все остальные гребчихи попадали в отборочный заезд, где были разыграны ещё три путёвки в следующий раунд.

#### Заезд 1
| Место    | Спортсмены                            | Страна         | Время   | Отставание | Примечания |
| -------- | ------------------------------------- | -------------- | ------- | ---------- | ---------- |
| 1        | Брук Донохью Ханна Осборн             | Новая Зеландия | 6:53,62 | +0,00      | SF         |
| 2        | Кристина Вагнер Дженевра Стоун        | США            | 6:55,65 | +2,03      | SF         |
| 3        | Элен Лефебр Элоди Равера-Скарамоццино | Франция        | 6:57,83 | +4,21      | SF         |
| 4        | Шэнь Шуанмэй Лю Сяосинь               | Китай          | 7:03,78 | +10,16     | R          |
| 5        | Кристина Фляйсснерова Ленка Антошова  | Чехия          | 7:05,56 | +11,94     | R          |
| Протокол |                                       |                |         |            |            |

#### Заезд 2
| Место    | Спортсмены                               | Страна  | Время   | Отставание | Примечания |
| -------- | ---------------------------------------- | ------- | ------- | ---------- | ---------- |
| 1        | Николета-Анкуца Боднар Симона Радиш      | Румыния | 6:49,79 | +0,00      | SF         |
| 2        | Габриэлле Смит Джессика Севик            | Канада  | 6:57,69 | +7,90      | SF         |
| 3        | Алессандра Пателли Кьяра Ондоли          | Италия  | 6:59,58 | +9,79      | SF         |
| 4        | Екатерина Питиримова Екатерина Курочкина | ОКР     | 7:03,96 | +14,17     | R          |
| Протокол |                                          |         |         |            |            |

#### Заезд 3
| Место    | Спортсмены                        | Страна     | Время   | Отставание | Примечания |
| -------- | --------------------------------- | ---------- | ------- | ---------- | ---------- |
| 1        | Рос де Йонг Лиза Схенард          | Нидерланды | 6:49,90 | +0,00      | SF         |
| 2        | Доната Каралене Милда Вальчюкайте | Литва      | 6:50,38 | +0,48      | SF         |
| 3        | Аманда Бейтмэн Тара Райни         | Австралия  | 6:53,30 | +3,40      | SF         |
| 4        | Аннекатрин Тиле Леони Менцель     | Германия   | 6:59,61 | +9,71      | R          |
| Протокол |                                   |            |         |            |            |

### Отборочный этап
Первые три экипажа проходили в полуфинал соревнований. Гребцы пришедшие к финишу последними вылетали из соревнований и занимали итоговое 13-е место.
| Место    | Спортсмены                               | Страна   | Время   | Отставание | Примечания |
| -------- | ---------------------------------------- | -------- | ------- | ---------- | ---------- |
| 1        | Екатерина Питиримова Екатерина Курочкина | ОКР      | 7:13,77 | +0,00      | SF         |
| 2        | Аннекатрин Тиле Леони Менцель            | Германия | 7:14,92 | +1,15      | SF         |
| 3        | Кристина Фляйсснерова Ленка Антошова     | Чехия    | 7:16,96 | +3,19      | SF         |
| 4        | Шэнь Шуанмэй Лю Сяосинь                  | Китай    | 7:21,93 | +8,16      |            |
| Протокол |                                          |          |         |            |            |

### Полуфинал
Первые три экипажа из каждого заезда проходят в финал A, а остальные в финал B.

##### Заезд 1
| Место    | Спортсмены                               | Страна         | Время   | Отставание | Примечания |
| -------- | ---------------------------------------- | -------------- | ------- | ---------- | ---------- |
| 1        | Николета-Анкуца Боднар Симона Радиш      | Румыния        | 7:04,31 | +0,00      | FA         |
| 2        | Брук Донохью Ханна Осборн                | Новая Зеландия | 7:09,05 | +4,74      | FA         |
| 3        | Доната Каралене Милда Вальчюкайте        | Литва          | 7:11.29 | +6,98      | FA         |
| 4        | Алессандра Пателли Кьяра Ондоли          | Италия         | 7:19,25 | +14,94     | FB         |
| 5        | Кристина Фляйсснерова Ленка Антошова     | Чехия          | 7:24,22 | +19,91     | FB         |
| 6        | Екатерина Питиримова Екатерина Курочкина | ОКР            | 7:24,37 | +20,06     | FB         |
| Протокол |                                          |                |         |            |            |

##### Заезд 2
| Место    | Спортсмены                            | Страна     | Время   | Отставание | Примечания |
| -------- | ------------------------------------- | ---------- | ------- | ---------- | ---------- |
| 1        | Рос де Йонг Лиза Схенард              | Нидерланды | 7:08,09 | +0,00      | FA         |
| 2        | Габриэлле Смит Джессика Севик         | Канада     | 7:09,44 | +1,35      | FA         |
| 3        | Кристина Вагнер Дженевра Стоун        | США        | 7:11,14 | +3,05      | FA         |
| 4        | Элен Лефебр Элоди Равера-Скарамоццино | Франция    | 7:12,68 | +4,59      | FB         |
| 5        | Аманда Бейтмэн Тара Райни             | Австралия  | 7:15,25 | +7,16      | FB         |
| 6        | Аннекатрин Тиле Леони Менцель         | Германия   | 7:20,44 | +12,35     | FB         |
| Протокол |                                       |            |         |            |            |

### Финал

#### Финал B
| Место    | Спортсмены                               | Страна    | Время   | Отставание | Итоговое место |
| -------- | ---------------------------------------- | --------- | ------- | ---------- | -------------- |
| 1        | Аманда Бейтмэн Тара Райни                | Австралия | 6:57,71 | +0,00      | 7              |
| 2        | Элен Лефебр Элоди Равера-Скарамоццино    | Франция   | 6:58,52 | +0,81      | 8              |
| 3        | Алессандра Пателли Кьяра Ондоли          | Италия    | 6:58,88 | +1,17      | 9              |
| 4        | Кристина Фляйсснерова Ленка Антошова     | Чехия     | 6:59,19 | +1,48      | 10             |
| 5        | Аннекатрин Тиле Леони Менцель            | Германия  | 7:01,21 | +3,50      | 11             |
| 6        | Екатерина Питиримова Екатерина Курочкина | ОКР       | 7:01,83 | +4,12      | 12             |
| Протокол |                                          |           |         |            |                |

#### Финал A
| Место    | Спортсмены                          | Страна         | Время      | Отставание |
| -------- | ----------------------------------- | -------------- | ---------- | ---------- |
| 1        | Николета-Анкуца Боднар Симона Радиш | Румыния        | 6:41,03 OB | +0,00      |
| 2        | Брук Донохью Ханна Осборн           | Новая Зеландия | 6:44,82    | +3,79      |
| 3        | Рос де Йонг Лиза Схенард            | Нидерланды     | 6:45,73    | +4,70      |
| 4        | Доната Каралене Милда Вальчюкайте   | Литва          | 6:47,44    | +6,41      |
| 5        | Кристина Вагнер Дженевра Стоун      | США            | 6:52,98    | +11,95     |
| 6        | Габриэлле Смит Джессика Севик       | Канада         | 6:53,19    | +12,16     |
| Протокол |                                     |                |            |            |